# レッバキサウルス

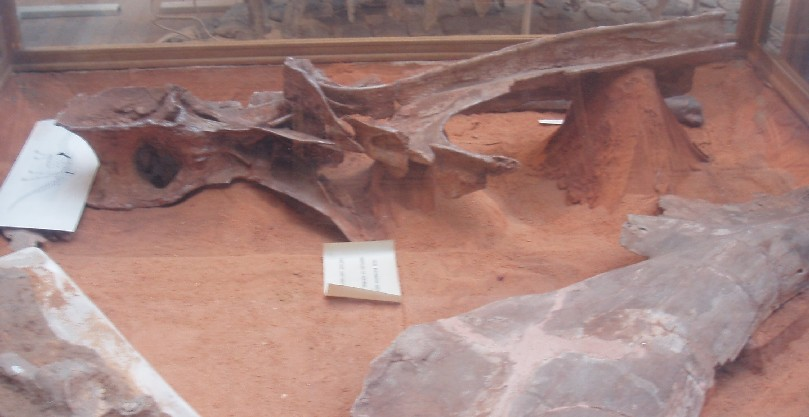
Rebbachisaurus garasbae vertebra

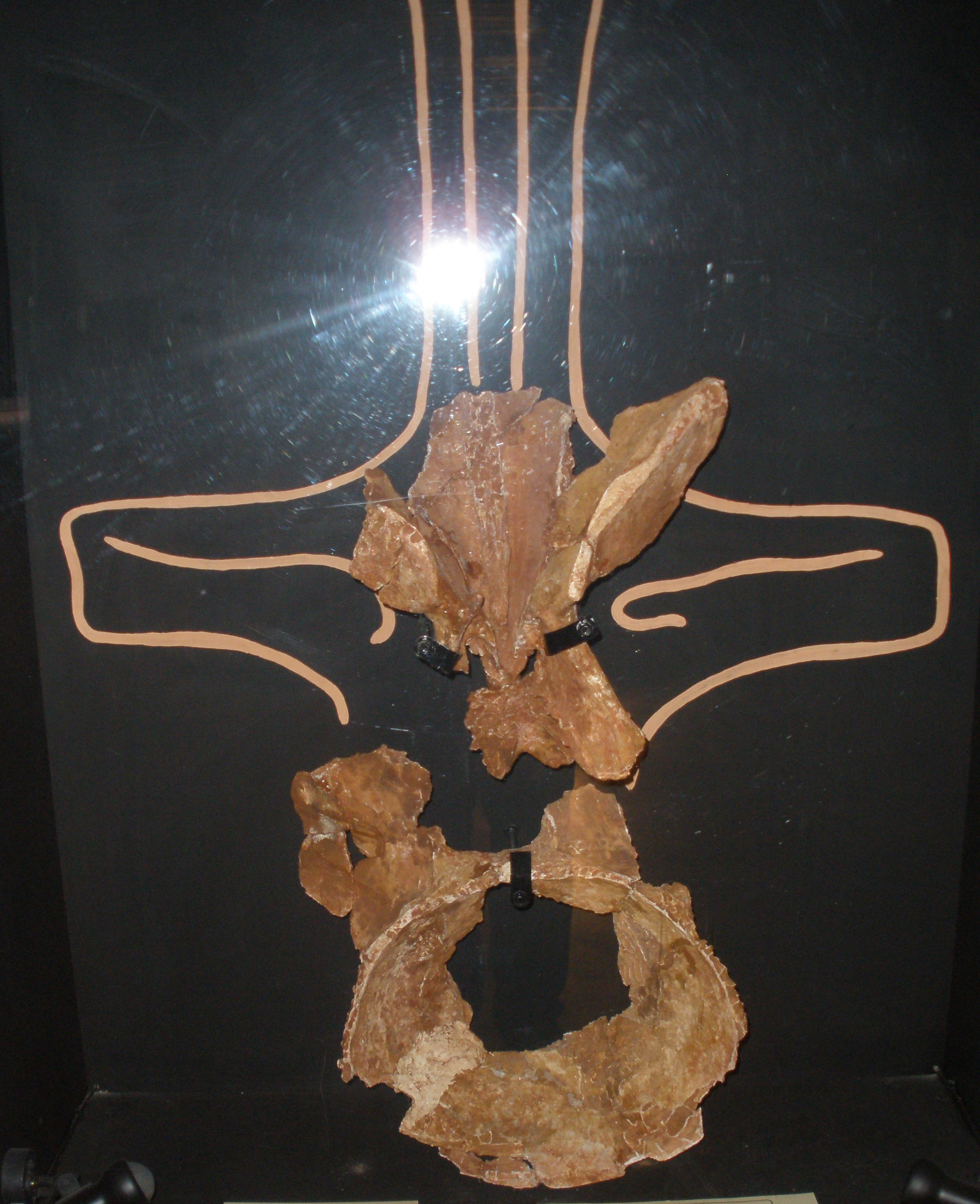
Rebbachisaurus garasbae vertebra

レッバキサウルス（学名 Rebbachisaurus）は、約9900万年前の後期白亜紀初期のアフリカに生息していた、体長最大20 mのディプロドクス上科の竜脚類恐竜の属である。この巨大な四足歩行の草食動物は、小さな頭、長い、優雅な首とむち状の尾を持っていた。レッバキサウルスは特異な高く隆起した頚部で他の竜脚類と区別される。南米のレッバキサウルスと同一に近い竜脚類であるラヨソサウルスの発見は、アフリカ大陸と南米大陸が分離したと一般に考えられるよりずっと後である白亜紀の間まで、二大陸の間での土地の接続がまだあったという説を支持する。レバキサウルスとも。